# Lijst van vlaggen van Namibië
Dit is een lijst van vlaggen van Namibië.

## Nationale vlag (perFIAV-codering)
|          | Civiele vlag | Staatsvlag | Oorlogsvlag |
| -------- | ------------ | ---------- | ----------- |
| Te land  | · ?          | · ?        | · ?         |
| Te water | · ?          | · ?        | · ?         |

## Vlaggen van bestuurders
| Vlag                               | Periode | Functie                            | Beschrijving                                                                                                  |
| ---------------------------------- | ------- | ---------------------------------- | --- |
| Vlag van de president van Namibië. |         | Vlag van de president van Namibië. | Een vlag bestaande uit drie driehoeken in blauw, geel en groen met in de gele driehoek het wapen van Namibië. |

## Vlaggen van politieke partijen
| Vlag                                                 | Periode      | Functie                                              | Beschrijving                                                                  |
| ---------------------------------------------------- | ------------ | ---------------------------------------------------- | ----------------------------------------------------------------------------- |
| Vlag van de Caprivi African National Union.          |              | Vlag van de Caprivi African National Union.          |                                                                               |
| Vlag van de Congress of Democrats Party.             |              | Vlag van de Congress of Democrats Party.             | Een gele ster in het midden van een wit kruis op een paarsblauwe achtergrond. |
| Vlag van de South West African National Union.       |              | Vlag van de South West African National Union.       | Een horizontale blauw-rood-groene driekleur met gele lijnen tussen de banen.  |
| Vlag van de South West Africa People's Organisation. | 1960 - heden | Vlag van de South West Africa People's Organisation. | Een horizontale rood-blauw-groene driekleur.                                  |

## Vlaggen vanthuislandenin Namibië
| Vlag                                                                     | Periode     | Functie                                                                  | Beschrijving |
| ------------------------------------------------------------------------ | ----------- | ------------------------------------------------------------------------ | ------------ |
| Vlag van Boesmanland.                                                    | 1980 - 1989 | Vlag van Boesmanland.                                                    |              |
| Vlag ontworpen voor Daramaland, maar nooit officieel in gebruik geweest. | -           | Vlag ontworpen voor Daramaland, maar nooit officieel in gebruik geweest. |              |
| Vlag van Hereroland.                                                     | 1970 - 1989 | Vlag van Hereroland.                                                     |              |
| Vlag van Kaokoland.                                                      | ? - 1989    | Vlag van Kaokoland.                                                      |              |
| Vlag van Kavangoland.                                                    | 1973 - 1989 | Vlag van Kavangoland.                                                    |              |
| Vlag van Namaland.                                                       | 1980 - 1989 | Vlag van Namaland.                                                       |              |
| Vlag van Ovamboland.                                                     | 1973 - 1989 | Vlag van Ovamboland.                                                     |              |
| Vlag van Oost-Caprivi.                                                   | 1976 - 1989 | Vlag van Oost-Caprivi.                                                   |              |
| Vlag van Rehoboth.                                                       | 1979 - 1989 | Vlag van Rehoboth.                                                       |              |
| Vlag van Tswanaland.                                                     | 1980 - 1989 | Vlag van Tswanaland.                                                     |              |